# Viljem II. Angleški
Viljem II. Angleški (tudi Viljem Rufus) je bil angleški kralj, tretji sin Viljema I., * okoli 1060,  † 2. avgust 1100.
Viljemov rojstni datum ni točno znan, predvideva se, da se je rodil med letoma 1056 in 1060. Bil je tretji od štirih sinov, rojenih v očetovi Normandijski vojvodini, katero je kasneje podedoval njegov starejši brat Robert Curthose. Bil je izobražen za plemiča, vendar je po smrti drugorojenega brata Riharda ga postal naslednji angleški kralj. 
Angliji in Normandiji je vladal od očetove smrti leta 1087 do svoje smrti leta 1100, imel pa je tudi vpliv na Škotskem. Manj uspešen je bil v podaljšanju nadzora nad Walesom.
Čeprav je bil Viljem odličen vojščak in neusmiljen vladar, ga je malokdo izmed tistih, ki jim je vladal maral. Nikoli se ni poročil in ni imel nobenega otroka.